# 浙江大学艺术与考古博物馆
30°18′00.6″N 120°04′00.5″E / 30.300167°N 120.066806°E
浙江大学艺术与考古博物馆是浙江大学内的一座博物馆，定位为文明史、艺术史教学博物馆。隶属于浙江大学艺术与考古学院。

## 历史
博物馆由浙江大学与中国艺术史家方闻共同倡导建立，服务于浙江大学文明史、艺术史教育并向社会公众开放。博物馆位于浙江大学紫金港校区西南角，占地面积50亩，建筑面积2.5万平方米，2019年9月8日开馆。

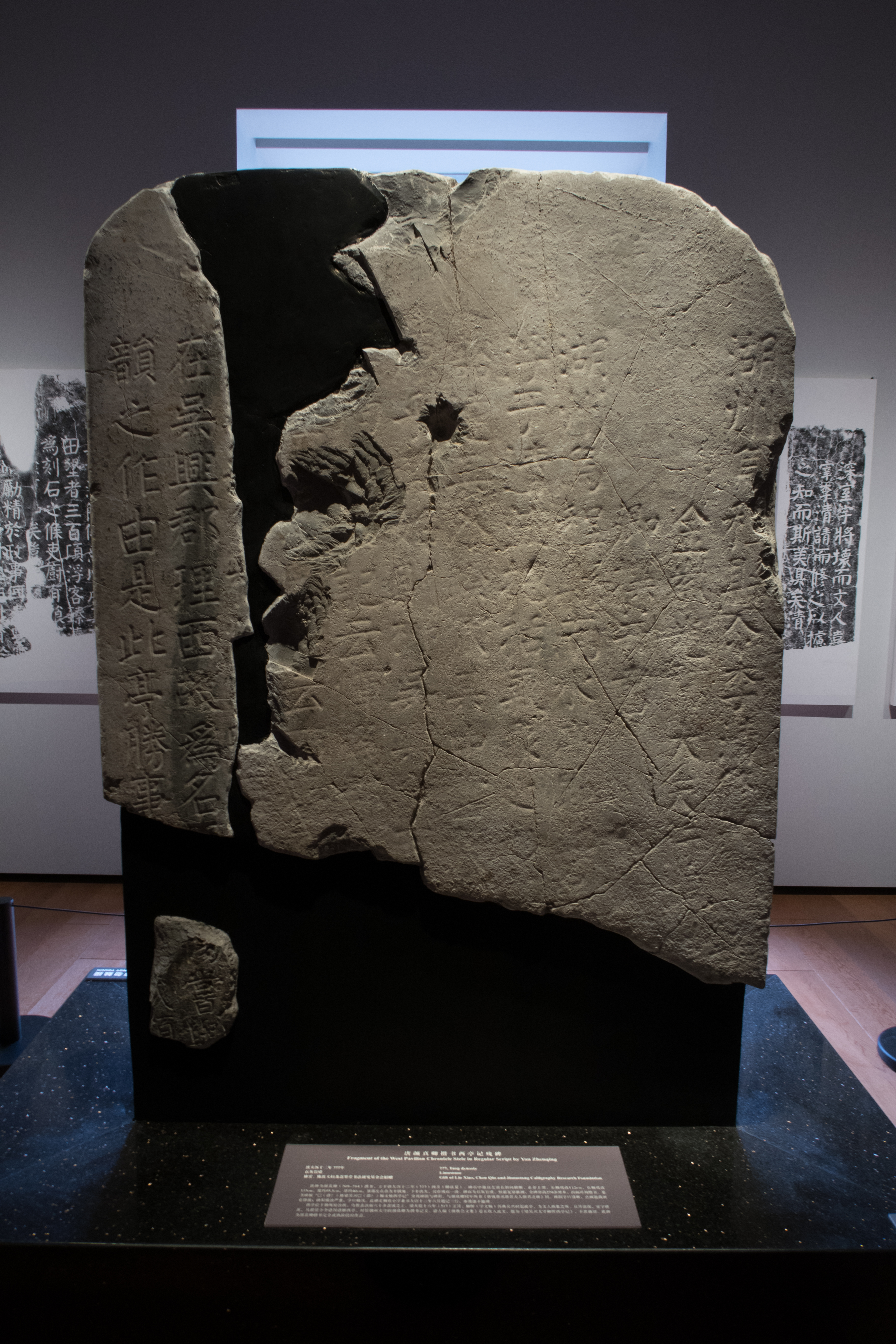
唐颜真卿楷书西亭记残碑
小横山南朝墓M23墓室北壁